# NGC 2083
NGC 2083 est une nébuleuse en émission située dans la constellation de la Dorade. NGC 2083 a été découverte par l'astronome écossais James Dunlop en 1826.
NGC 2083 fait partie du groupe de nébuleuses de NGC 2079 qui comprend aussi NGC 2078, NGC 2079 et NGC 2084,. 